# Neomochtherus striatus
Neomochtherus striatus är en tvåvingeart som först beskrevs av Wulp 1891.  Neomochtherus striatus ingår i släktet Neomochtherus och familjen rovflugor. Inga underarter finns listade i Catalogue of Life.